# Low (Québec)
Pour les articles homonymes, voir Low.
Low est une municipalité de canton de La Vallée-de-la-Gatineau, en Outaouais, au Québec (Canada). 
Son territoire comprend le village de Low, de même que de nombreux hameaux tels que Fieldville, Martindale et Venosta.
Le barrage Paugan est situé dans cette municipalité, près du hameau de Paugan Falls.

## Démographie
| 1991 | 1996 | 2001 | 2006 | 2011 | 2016 | 2021  |
| ---- | ---- | ---- | ---- | ---- | ---- | ----- |
| 892  | 907  | 852  | 956  | 920  | 982  | 1 020 |

## Administration
Les élections municipales se font en bloc pour le maire et les six conseillers.
| Low Maires depuis 2001                                                                                               |                 |         |          |
| Élection | Maire           | Qualité | Résultat |
| 2001 | Michael Francis |         | Voir     |
| 2005 | Michael Francis | Voir    |          |
| 2009 | Morris O'Connor |         | Voir     |
| 2013 | Morris O'Connor | Voir    |          |
| 2017 | Carole Robert   |         | Voir     |
| 2021 | Carole Robert   | Voir    |          |
| Élection partielle en italique Depuis 2005, les élections sont simultanées dans toutes les municipalités québécoises |                 |         |          |